# التهاب البربخ
التهاب البربخ (بالإنجليزية: Epididymitis)‏ هو التهاب البربخ (هيكل منحني خلف الخصية يتم فيه نضوج وتخزين الحيوانات المنوية) أقل ما يقال عنه أنه مؤلم جداً، يمكن أن يصبح الصفن (الكيس الدي يضم الخصيتين) بلون أحمر، ساخن ومتورم. يمكن أن يكون التهاب البربخ حاداً ولكن نادرا ما يكون مزمن.
عند الرجال النشطين جنسياً المتدثرة الحثرية Chlamydia trachomatis هو الميكروب المسبب الأكثر شيوعاً يليه كولاي E. coli ووالنيسرية البنية Neisseria gonorrhoeae. عند الأطفال قد يتبع التهاب البريخ عدوى في جزء آخر من الجسم (كمرض فيروسي مثلاً) أو قد يكون هناك مشكلة مرتبطة بالمسالك البولية. وهناك سبب آخر هو ارتداد البول عبر أقنية القذف

## علم الأوبئة
التهاب البريخ يشكل 1 من 144 من زيارات المرضى (0.69%) عند الرجال الذين تتراوح أعمارهم بين 18 و50 سنة أو 600000 حالة عند الرجال ما بين 18 و35 في الولايات المتحدة.